# Iglesia de Santiago (Jaca)
La iglesia de Santiago de Jaca es un templo católico de estilo románico con tres naves que originariamente estuvieron rematadas al este por ábsides hoy desaparecidos. La entrada al templo se situaba en un pórtico bajo la torre, al oeste. Se conservan las pilastras del pórtico, los muros norte y sur y restos del presbiterio. En la torre campanario se distingue perfectamente el nivel del recrecimiento del cuerpo original: el primer cuerpo presenta ventanas geminadas de falsa herradura, su antigua cornisa y sus canecillos; y por encima, un segundo cuerpo que aloja el campanario. La cabecera de la iglesia se cubre mediante bóveda de arista entre arcos doblados, mientras que la nave central lo hace con arcos fajones, excepto el tramo segundo.
Las medidas actuales son de 30 x 26’5 metros pero con los ábsides podría tener unos 40 m., medidas importantes en aquel momento de la historia de la ciudad de Jaca.

## Historia
Su fecha de fundación es desconocida aunque probablemente data del siglo X. Según el códice del siglo XIII conocido como Libro de la Cadena del Concejo de Jaca, en el año 1088, bajo el reinado de Sancho Ramírez, el obispo Pedro ordenó la reconstrucción del templo que se encontraba en un estado ruinoso, debido quizás al saqueo sarraceno.
En 1614 pasó a manos de la orden de los Dominicos. Desde entonces se ha conocido también como Iglesia de Santo Domingo. Esto supuso una importante transformación en su estructura ya que se eliminaron los ábsides. En ese muro resultante se colocó la entrada y el altar mayor pasó a situarse en el antiguo pórtico. Quedó orientada hacia el oeste, hacia Santiago de Compostela, característica esta peculiar en el románico aragonés.
En 1887 se cedió a las Hermanas de la Caridad de Santa Ana.

## Contenido artístico
Posee una colección de retablos procedentes de distintas iglesias de la diócesis y otras obras de arte:
- Retablo de la Dormición de la Virgen del siglo XVI, procedente de la Iglesia de Acumuer
- Retablo de la Virgen del Rosario del siglo XVII, cuyos cuadros central de la Virgen y superior de San Vicente y Santa Francisca Romana proceden ambos de la catedral de Jaca.
- Retablo de la Asunción de la Virgen, del siglo XVII, procedente de Ruesta.
- Capilla del Santísimo, con diversas pintura sobre tabla del siglo XVII.
- La decoración pictórica de la cúpula del crucero es obra de Juan Bautista Topete.

Hay que destacar por su singularidad, la pila bautismal hispano árabe de estilo califal, en mármol, probablemente del siglo X. Estuvo colocada sobre un capitel románico procedente del claustro de la catedral de Jaca. Este capitel, obra del maestro Esteban, ha sido objeto de gran interés por su belleza y enigmática simbología. En la década de los 60, con su párroco D. Alfredo Giménez se decidió mover el conjunto de pila y capitel, que estaba adosado a un muro y no podía contemplarse en su integridad, para exponerlo exento. Ya en 1995, con D. Marino Sevilla Uhalte como párroco, se restauraron y expusieron por separado: hoy la pila está cercana al altar mayor sobre un fuste de alabastro y el capitel se exhibe en una vitrina a los pies de una de las naves laterales.

## Atención al peregrino

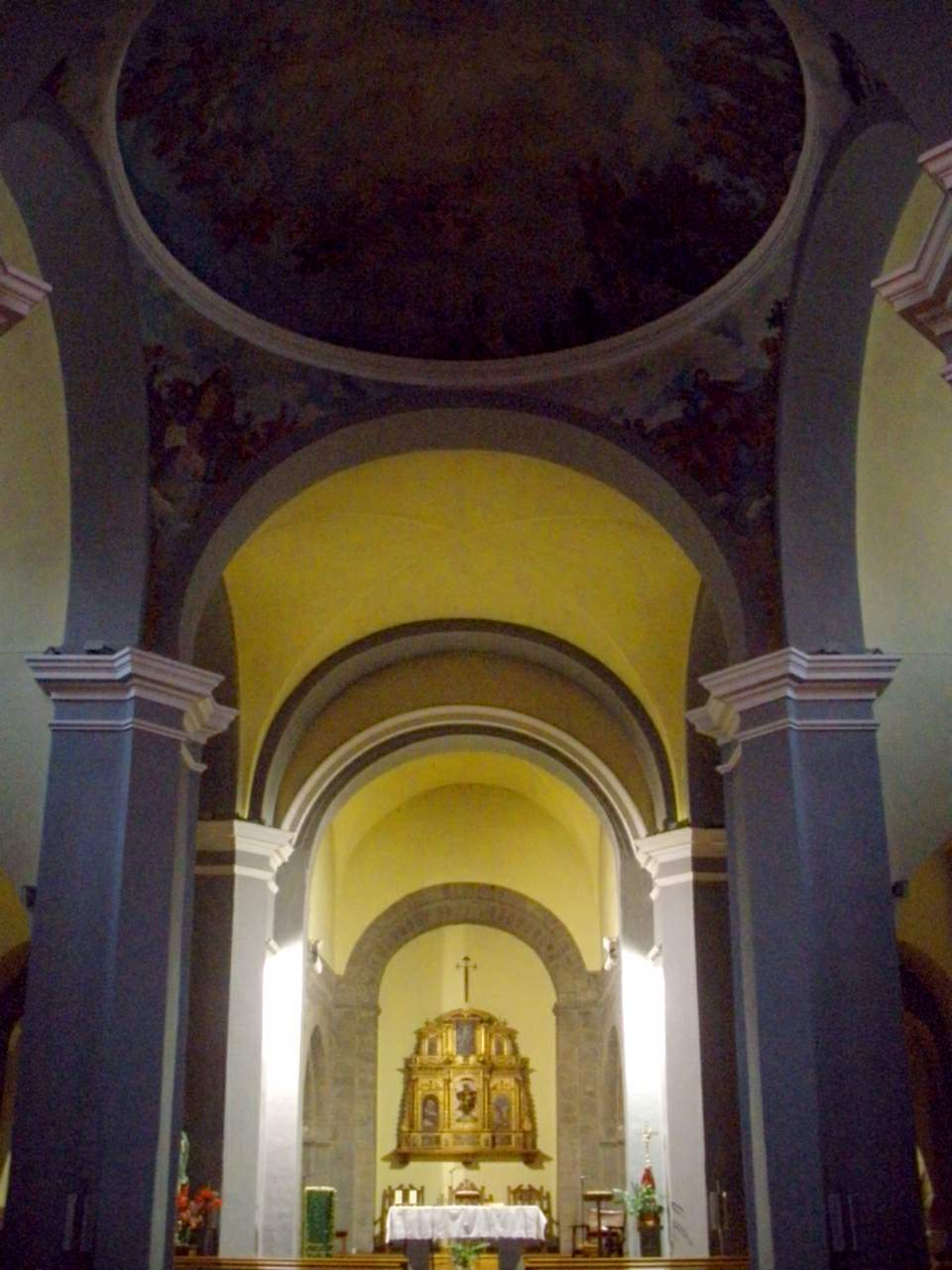
Interior del templo

En la iglesia de Santiago se puede adquirir y sellar la credencial. Bendición del peregrino en el siguiente horario:  
- De lunes a viernes a las 19 h.

- Sábado y domingo a las 19:30 h.

## Enlace externo
- Wikimedia Commons alberga una categoría multimedia sobre Iglesia de Santiago.

- Datos: Q19861281
- Multimedia: Church of Santiago, Jaca / Q19861281